# La Brûlure
Pour plus de détails, voir Fiche technique et Distribution.
La Brûlure (Heartburn) est une comédie dramatique américaine produite et réalisée par Mike Nichols sortie en 1986. Il s’agit de l’adaptation du roman Heartburn de Nora Ephron (1983).

## Synopsis
Rachel et Mark, deux journalistes, se rencontrent lors d'une cérémonie de mariage et ne tardent pas à se marier. L'arrivée d'une petite fille vient compléter leur bonheur. Mais Rachel apprend que Mark a eu une liaison pendant sa grossesse…

## Fiche technique
Sauf indication contraire, les informations mentionnées dans cette section peuvent être confirmées par la base de données cinématographiques IMDb,  présente dans la section « Liens externes ».
- Titre original : Heartburn
- Titre français : La Brûlure
- Réalisation : Mike Nichols
- Scénario : Nora Ephron, d'après son propre roman Heartburn (1983)
- Musique : Carly Simon
- Direction artistique : John Kasarda
- Décors : Tony Walton
- Costumes : Ann Roth
- Photographie : Néstor Almendros
- Montage : Sam O'Steen
- Production : Robert Greenhut et Mike Nichols
- Société de production et de distribution : Paramount Pictures
- Pays de production :  États-Unis
- Langue originale : anglais
- Format : couleur
- Genre : comédie dramatique
- Durée : 108 minutes
- Dates de sortie :
  - États-Unis : 22 juin 1986 (avant-première mondiale à New York)
  - États-Unis : 25 juin 1986 (sortie nationale)
  - France : 29 octobre 1986

## Distribution
- Meryl Streep (VF : Évelyn Séléna) : Rachel Samstat
- Jack Nicholson (VF : Patrick Floersheim) : Mark Forman
- Jeff Daniels (VF : Éric Legrand) : Richard
- Maureen Stapleton (VF : Hélène Vallier) : Vera
- Stockard Channing (VF : Béatrice Delfe) : Julie Siegel
- Richard Masur (VF : Pascal Renwick) : Arthur Siegel
- Catherine O'Hara (VF : Sylvie Feit) : Betty
- Steven Hill (VF : Georges Berthomieu) : Harry Samstat
- Miloš Forman (VF : Igor de Savitch) : Dmitri
- Natalie Stern : Annie Forman
- Kenneth Welsh : Dr Appel
- Kevin Spacey (VF : Christophe Lemée) : le voleur du métro
- Mercedes Ruehl : Eve
- Natasha Lyonne : la nièce de Rachel
- Tony Shalhoub : un passager de l'avion
- Karen Akers (en) (VF : Jacqueline Porel) : Thelma Rice
- Caroline Aaron (VF : Francine Lainé) : Judith
- Anna Maria Horsford (VF : Martine Maximin) : Della
- Joanna Gleason (VF : Véronique Rivière) : Diana
- Aida Linares (VF : Tamilah Mesbah) : Juanita
- Sidney Armus (en) (VF : Yves Barsacq) : Leo
- Lela Ivey (it) (VF : Francine Lainé) : Mary Beth
- Yakov Smirnoff (VF : Daniel Gall) : Laszlo
- Libby Titus (en) (VF : Monique Nevers) : la sœur de Rachel

## Production
Le scénario, écrit par Nora Ephron, est adapté de son propre roman semi-biographique Heartburn sur son mariage et divorce avec le journaliste américain Carl Bernstein.
Le tournage a lieu à Manhattan, à Washington et à Alexandria dans la Virginie. Le lendemain du premier jour du tournage Jack Nicholson remplace Mandy Patinkin.
La musique du film est composée par Carly Simon. Cette dernière a écrit et interprété la chanson Coming Around Again.

## Autour du film
- Premier rôle au cinéma de Kevin Spacey et de Tony Shalhoub (Monk).
- Trois membres de la famille de Meryl Streep font une apparition dans ce film : son frère Dana, sa mère Mary et sa fille Mamie.
- Jack Nicholson et Meryl Streep se retrouveront un an plus tard dans Ironweed : La Force du destin. Meryl Streep retrouvera Jeff Daniels seize ans plus tard dans The Hours.
- Quand Meryl Streep va prendre le métro on peut apercevoir l'affiche de cinéma de Retour vers le futur sorti l'année précédente.